# Barytettix nigrofasciatus
Barytettix nigrofasciatus är en insektsart som beskrevs av Ferdinand Julius Cohn och Cantrall 1974. Barytettix nigrofasciatus ingår i släktet Barytettix och familjen gräshoppor. Inga underarter finns listade i Catalogue of Life.